# Scobicia barbata
Scobicia barbata là một loài bọ cánh cứng trong họ Bostrichidae. Loài này được Wollaston miêu tả khoa học năm 1860.